# Pegasus VTOVL

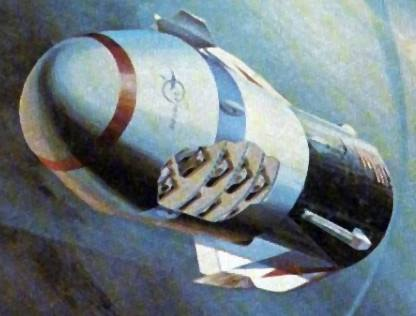
Reentrada atmosférica de un Pegasus VTOVL.

Pegasus VTOVL (Pegasus Vertical Take Off and Vertical Landing) fue un proyecto de Philip Bono para un vehículo de lanzamiento balístico semiorbital y que nunca llegó a producirse.
Habría sido un cohete intercontinental de clase Saturno V listo para ser usado en los años 1980 y habría sido capaz de transportar a entre 170 y 260 pasajeros y entre 13 y 33,5 toneladas de carga a velocidades de 25.000 km/h, o de poner 90 toneladas de carga en órbita baja terrestre. Con estas características el tiempo de viaje entre Nueva York y Bombay se habría reducido a 40 minutos.
El Pegasus utilizaría hidrógeno líquido y oxígeno líquido como propelentes. La mayor parte del hidrógeno habría sido llevado en ocho tanques externos desechables con el fin de liberar peso y mejorar la maniobrabilidad del cohete durante la reentrada y el aterrizaje. La masa en despegue habría rondado las 1520 toneladas y la masa durante el aterrizaje sería tan sólo de 148. La nave habría utilizado 16 motores en punta de lanza con un empuje de 1170 kN cada uno. Para el aterrizaje sólo se necesitarían cuatro de los motores funcionando. La precisión del aterrizaje sería de 1,6 x 3,2 km, por lo que el espaciopuerto tendría que haber estado en una zona deshabitada de varios kilómetros de superficie.

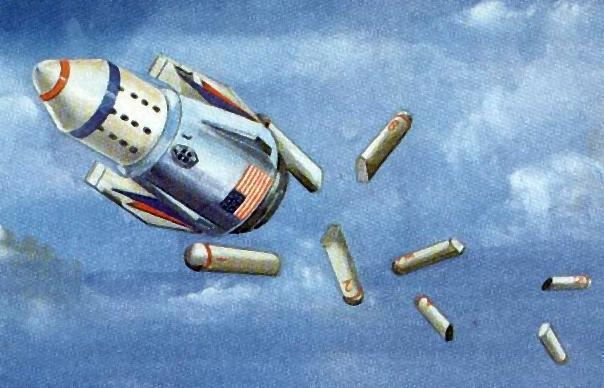
Un Pegasus eyectando los tanques de hidrógeno durante un aterrizaje de emergencia.

Pegasus realizaría la reentrada atmosférica utilizando la parte posterior, que estaría protegida termicamente y refrigerada mediante la circulación de hidrógeno líquido. La versión de transporte intercontinental habría llevado unas aletas entre los tanques desechables para reducir la deceleración a un máximo de 2,5 o 3 g's.